# Smurfhits 2
Smurfhits 2 är det andra albumet i Smurfarnas skivserie Smurfhits, utgivet den 4 april 1997 på CNR Music.

## Låtlista
1. "Dags för Macarena" ("Macarena" av Los del Rio) – 3:28
2. "Smurfaren" ("Vandraren" av Nordman) – 3:15
3. "Aerobicsmurfen" ("Ooh Aah... Just a Little Bit" av Gina G) – 3:07
4. "Hej och hå, smurfar blå" ("Jamboree", traditionellt arrangemang) – 3:45
5. "Grubbelsmurfen" ("Lemon Tree" av Fool's Garden) – 3:16
6. "Blubb i dub" ("Dub-I-Dub" av Me & My) – 3:21
7. "Musiksmurfen" ("Ain't That Just the Way" av Lutricia McNeal, ursprungligen Barbi Benton) – 2:25
8. "Teatersmurfen" ("Saturday Night" av Whigfield) – 3:12
9. "Guldsmurfen (Smurfland Olympics)" – 2:44
10. "Träna med Smurf (X-mas with Smurfs)" – 3:17
11. "Datasmurfen ("Captain Jack" av Captain Jack) – 4:01
12. "Blå skridskor (Smurfs in the Snow)" – 2:17
13. "Rock'n Roll Smurf (Papa Smurf)" – 3:24
14. "Doktorsmurfen" ("Gettin' All Da' Babes" av Ro-Cee) – 4:02

## Listplaceringar
| Lista (1997) | Topplacering |
| ------------ | ------------ |
| Sverige      | 1            |